# 双堡乡
双堡乡，是中华人民共和国四川省眉山市仁寿县曾经下辖的一个乡。2019年12月，撤销双堡乡，将其所属行政区域划归禾加镇管辖。

## 行政区划
双堡乡撤销前下辖以下地区：
梁桥村、官印村、殷坝村、保华村、要武村、红茶村、鱼箭村和达摩村。